# Katja Verheyen
Katja Verheyen (Genk, 29 februari 1980) is een Belgische Vlaams-nationalistisch politica actief binnen de N-VA.

## Levensloop
Verheyen is opgegroeid in Neeroeteren. Ze was reeds als tiener geboeid door de Vlaamse Beweging en werd lid van de Volksunie. Haar middelbare studies legde ze af aan het Heilig Kruiscollege te Maaseik. Vervolgens studeerde ze in 2006 af als graduaat in de orthopedagogie aan de Vormingsleergang voor Sociaal en Pedagogisch Werk (VSPW) in Hasselt.
Na haar opleiding ging ze werken in de sociale sector. Ze was achtereenvolgers opvoeder in instellingen voor bijzondere jeugdzorg en kinderpsychiatrie, en van 2011 tot 2019, bij het Crisispunt Limburg-18 – CAW Limburg. CPL-18 is de eerste lijn in de Limburgse crisis-jeugdhulpverlening van het provinciale Centrum Algemeen Welzijnswerk.
Haar eerste verkiezingen waren de provincieraadsverkiezingen van oktober 2006. Daar was ze eerste opvolger op de kartellijst van CD&V en N-VA en behaalde ze 1.987 voorkeurstemmen. Tot 2008 was ze bestuurslid van de Jong N-VA-afdeling in Limburg.
In 2009 werd ze voor N-VA effectief provincieraadslid van Provincie Limburg als opvolger van CD&V-er Lode Ceyssens. Verheyen was ook kandidaat voor de Vlaamse verkiezingen van juni 2009 en de federale verkiezingen van juni 2010, maar werd telkens niet verkozen.
Verheyen werd een eerste maal verkozen in de gemeenteraad van haar woonplaats Bree na de gemeenteraadsverkiezingen van oktober 2012. Sinds januari 2013 zetelt ze in de gemeenteraad. Haar eerste legislatuur kwam ze in de stad Bree op voor de lokale lijst BROS, een kartel van sp.a en N-VA. Ze werd in 2012 ook herkozen voor de provincieraad in het district Peer met 4.835 voorkeurstemmen. Op die N-VA lijst was ze lijsttrekker. Haar kandidatuur bij de Vlaamse verkiezingen van mei 2014 kon ze niet verzilveren.
Bij de gemeenteraadsverkiezingen van oktober 2018 in Bree kwam ze niet meer op voor BROS, maar kwam N-VA met een eigen lijst. Ze werd van op de tweede plaats verkozen. De N-VA-fractie haalde 7 zetels. Verheyen zetelde vanaf januari 2019 in Bree in het college van burgemeester en schepenen en werd schepen met de bevoegdheden Wonen en Welzijn evenals voorzitter van het Bijzonder Comité voor de Sociale Dienst. Ze werd ook verkozen in de Limburgse provincieraad vanuit het district Maaseik met 8.259 voorkeurstemmen. Ze was in de raad van december 2018 tot juni 2019 voorzitter van de N-VA-fractie.
Bij de verkiezingen van 26 mei 2019 stond ze als eerste opvolger op de Limburgse N-VA-lijst voor het Vlaams Parlement. Omdat verkozene Jan Peumans zijn mandaat besloot niet op te nemen, werd Verheyen Vlaams Parlementslid. Ze haalde als opvolger 8.200 voorkeurstemmen. Hierdoor moest ze ontslag nemen als provincieraadslid. Verheyen werd ondervoorzitter van de commissie Wonen en Onroerend Erfgoed en vast lid van de commissie Welzijn, Volksgezondheid, Gezin en Armoedebestrijding. Bij de Vlaamse verkiezingen van juni 2024 was ze geen kandidaat meer. Evenmin kwam ze nog op bij de lokale verkiezingen van oktober 2024, waardoor haar schepenmandaat in december 2024 afliep.
Na haar politieke loopbaan werd Verheyen van 2024 tot 2025 secretariaatsmedewerker bij een school voor buitengewoon secundair onderwijs in Hasselt. Sinds 2025 is zij pleegzorgmedewerker bij Pleegzorg Limburg.
Verheyen is gehuwd en heeft twee dochters.